# Jan Frans van Bloemen

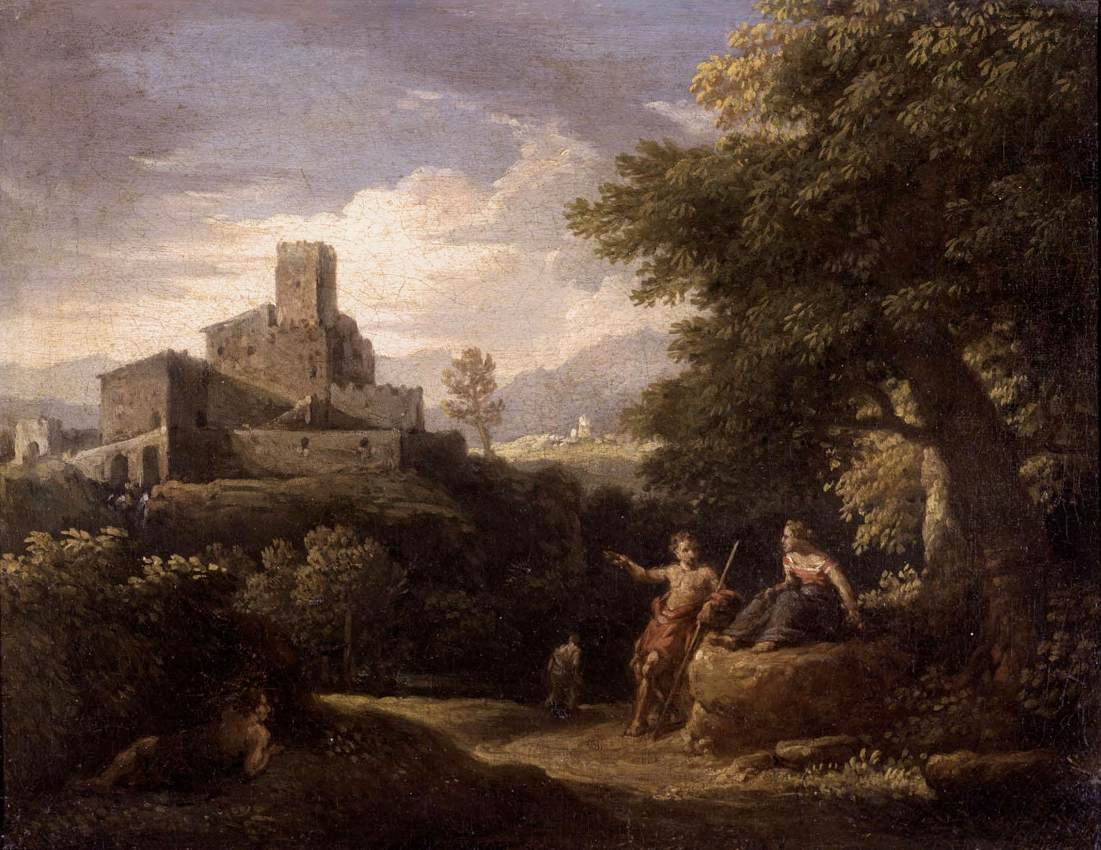
Landschaft

Jan Frans van Bloemen (* vor 12. Mai 1662 in Antwerpen; † 13. Juni 1749 in Rom) war ein flämischer Landschaftsmaler des Barock.

## Leben
Van Bloemen wurde am 12. Juni 1662 in der Kathedrale Notre Dame in Antwerpen getauft. Er erhielt um 1681 seine Ausbildung durch Anton Goubau (1616–1698). Anschließend folgte er seinem Bruder Pieter nach Rom. Seine Werke waren durch große Klarheit und Abtönung der Fernen gekennzeichnet. Vermutlich aufgrund der gelungenen Darstellung der Fernsichten wurde ihm der Beiname „Oriz[z]onte“ (Horizonte) gegeben, den er später selbst übernahm. Bloemen hatte bereits während seiner Ausbildung durch Goubau die italienischen Landschaften kennen gelernt. Er widmete sich überwiegend dem Studium der römischen Umgebung und schloss sich Gaspard Dughet an. Er steht diesem „freilich in der rhythmischen Schönheit des Linienzugs nach, übertrifft ihn jedoch oftmals hinsichtlich der Klarheit und Abtönung der Fernen.“ Bloemen wurde in seiner Malerei auch von Landschaftsbildern Claude Lorrains beeinflusst. Seine Werke waren in zahlreichen römischen Galerien zu sehen, während sie in den Niederlanden nur selten zu finden waren. Museen in Deutschland (Berlin, Dresden), England (Glasgow), Frankreich (Louvre), Italien und Russland (Ermitage) sowie in das Rudolfinum in Prag stellten seine Werke aus.

## Familie
Van Bloemen hatte zwei Brüder, die ebenfalls als Maler aktiv waren:
- Pieter van Bloemen (1657–1720), genannt Standaart, war ein Landschafts und Genremaler.[3]
- Norbert van Bloemen (1672–1746) war ein Genre- und Porträtmaler.[4]

## Werke (Auswahl)

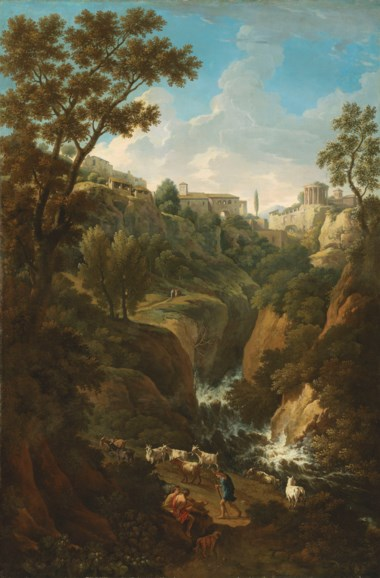
Capriccio von Tivoli mit einem Wasserfall und Hirten

Seine ausstaffierten Landschaften entstammen der Umgebung von Rom, wo er sich überwiegend aufhielt. Sie zeigen unter anderem Felsgruppen und Wasserfälle aus der Gegend von Tivoli.
- Mittelitalienische Landschaft mit einem Fluss und mächtigen Baumgruppen Museum Dresden
- Drei italienische Landschaften in der kaiserlichen Galerie zu Wien
- Gebirgslandschaft mit Bach und kleinem Wasserfall mit vier Fischern Museum Hannover
- Zwei italienische Landschaften Kunsthalle Karlsruhe